# Derlis Florentín
Derlis Javier Florentín Noguera (* 9. Januar 1984 in Caacupé; † 28. März 2010 in Eusebio Ayala) war ein paraguayischer Fußballspieler.

## Verein
Der Stürmer spielte auf Vereinsebene unter anderem beim paraguayischen Erstligisten Sportivo Luqueño.
Zuvor stand er ab 2003 in Argentinien bei Gimnasia y Esgrima unter Vertrag. Auch für Vereine in Japan war er aktiv. Er verbrachte 2007 eine Spielzeit beim brasilianischen Verein Palmeiras São Paulo und erzielte dabei einen Treffer. In der zweiten Hälfte des Jahres 2008 spielte er für den peruanischen Hauptstadtklub Alianza Lima und erzielte dort ebenfalls ein Saisontor. 2009 folgte eine Station bei Barcelona SC Guayaquil in Ecuador. Dort traf er wiederum einmal. Ohne genauere zeitliche Zuordnung wird ein Engagement beim uruguayischen Klub Danubio FC für ihn geführt. In der Spielzeit 2009/10 lief er je zweimal für Nacional Montevideo und Club Atlético Atenas in der Primera División auf, blieb beim erstgenannten Engagement torlos und traf einmal für den Klub aus San Carlos.

## Nationalmannschaft
2001 war er Mitglied der U 17-Nationalmannschaft seines Heimatlandes und gewann mit ihr in Großbritannien den Milk Cup. 2003 nahm er mit der U-20-Auswahl Paraguays ebenfalls beim dieses Mal in Irland ausgetragenen Milk Cup teil.

## Tod
Er erlag im Alter von 26 Jahren auf dem Transport ins Krankenhaus den Verletzungen, die er bei einem Autounfall auf der Ruta Número 2 bei Eusebio Ayala erlitten hatte.